# Ilha de Ratmanov
A ilha de Ratmanov, também conhecida como Diomedes Maior (em russo:  о́стров Ратма́нова, ostrov Ratmanova (Em russo ilha de Ratmanov); Inupiat: Imaqłiq) ou Ilha do Amanhã (devido à Linha Internacional de Data), é a maior das Ilhas Diomedes e pertence à Rússia. A Linha Internacional de Data está a cerca de 1,3 km a leste da ilha. O ponto mais alto da ilha está nas coordenadas 65°46'24.64" N, 169°04'06.61" W e atinge 477 metros.
A sua área é de 29 km² e dista 4 km da ilha Diomedes Menor. Ao contrário da sua ilha "vizinha", que tem uma localidade de 146 habitantes (Diomede), esta ilha é desabitada. A população foi evacuada durante o período soviético, mantendo-se atualmente apenas uma presença militar russa.